# Scharura
Scharura (arabisch شرورة, DMG Šarūra) ist eine Stadt in der Provinz Nadschran im äußersten Süden Saudi-Arabiens.
Die Stadt liegt nahe der Grenze zum Jemen in der Sandwüste Rub al-Chali. Mit 89.456 Einwohnern (Volkszählung 2022) ist sie die zweitgrößte Stadt der Provinz. Die Stadt beherbergt eine Fakultät der Universität Nadschran.

## Verkehr
Scharura liegt an der Route 15. Die Grenze zum Jemen liegt etwa 60 Straßenkilometer südlich der Stadt, dort gibt es einen großen Grenzübergang. In Richtung Nordwesten führt die Route 15 über etwa 2450 km bis zur Grenze zu Jordanien. Die Hauptstadt der Provinz, Nadschran, liegt 330 km entfernt. Der Flughafen Scharura liegt am südlichen Rand der Stadt.